# Agostinho Soares
Agostinho Soares Nconco, plus connu sous le nom de Soares (né le 27 janvier 1990 à Bissau en Guinée-Bissau) est un joueur de football international bissaoguinéen, qui évolue au poste de arrière droit.
Il évolue avec le club du SC Covilhã.

## Biographie

### Carrière en sélection
Il joue son premier match avec l'équipe de Guinée-Bissau le 17 octobre 2007, contre la Sierra Leone. Ce match gagné 1-0 rentre dans le cadre des éliminatoires du mondial 2010.
Il doit ensuite attendre près de neuf années avant de se voir rappeler en sélection.
En janvier 2017, il est retenu par le sélectionneur Baciro Candé afin de participer à la Coupe d'Afrique des nations 2017 organisée au Gabon.